# قطعنامه ۱۷۹ شورای امنیت
قطعنامه ۱۷۹ شورای امنیت سازمان ملل متحد که در تاریخ ۱۱ ژوئن ۱۹۶۳ تصویب شد، سندی بین‌المللی دربارهٔ گزارش دبیر کل سازمان ملل در مورد تحولات مربوط به یمن است. این قطعنامه طی نشست ۱۰۳۹ام با ۱۰ موافق، ۰ مخالف و ۱ ممتنع تصویب شد.